# واردنبورگ
واردنبورگ (به آلمانی: Wardenburg) یک شهر در آلمان است که در اولدنبورگ واقع شده‌است. واردنبورگ ۱۶٬۰۵۸ نفر جمعیت دارد.